# الخالدية (الخرج)
حي الخالدية أحد أحياء مدينة السيح عاصمة الخرج في السعودية، وهو أقرب الأحياء إلى المدينة الصناعية بالخرج.